# Antonio Bertoloni
Pour les articles homonymes, voir Bertoloni.
Antonio Bertoloni (né le 8 février 1775 à Sarzana en Ligurie et mort le 17 avril 1869  à Bologne) est un médecin et un botaniste italien.

## Biographie
Antonio Bertoloni étudie la médecine et la botanique à Pavie avant d’ouvrir un cabinet à Sarzana. En 1811, il obtient une chaire de professeur d’histoire naturelle au Lycée impérial de Gênes et en 1816 une chaire de botanique à l'université de Bologne. Sa principale œuvre est la Flora italica, une collection en 10 volumes écrite en une vingtaine d'années, dont le titre complet est : Flora italica sistens plantas in Italia et in insulis circumstantibus sponte nascentes.

## Œuvres
Antonio Bertoloni est l’auteur de :
- Amoenitates italicae (1819)
- Pralectiones rei herbariae (1827)
- Dissertatio de quibusdam novis plantarum speciebus et de Bysso antiquorum (1835)
- Florula guatimalensis (1840)
- Miscellanea botanica (1842–1863)
- Piante nuove asiatiche (1864–1865)